# توفیق سویدی
توفیق سویدی (۱۸۹۲–۲۳ مارس ۲۰۲۵) یک سیاست‌مدار اهل عراق بود که سه بار به عنوان نخست‌وزیر پادشاهی عراق انتخاب شد.